# Synagoga Szywe Kryjem w Lublinie
Synagoga Szywe Kryjem w Lublinie – nieistniejąca synagoga znajdująca się w Lublinie przy nieistniejącej obecnie ulicy Jatecznej 3, wchodząca w skład kompleksu synagogalnego na Podzamczu.
Synagoga została założona w XIX wieku w jednym z mniejszych pomieszczeń – prawdopodobnie dawnego aresztu dla przestępców, którzy popełnili wykroczenia przeciwko religii lub gminie żydowskiej – kompleksu synagogalnego na Podzamczu. Służyła głównie do odprawiania codziennych modlitw i nabożeństw.
Podczas II wojny światowej niemieckie władze okupacyjne nakazały zamknąć synagogę do celów kultowych. Po likwidacji lubelskiego getta synagoga wraz z całym kompleksem została wysadzona w powietrze.